# Divorce
Divorce (werktitel Haarlemse mannen) is een Nederlandse dramaserie over het leven van drie – aanstaande – gescheiden mannen die samenwonen in een luxe villa. De serie, die zich afspeelt in Haarlem, is bedacht en ontwikkeld door Linda de Mol als de officieuze, mannelijke tegenhanger van Gooische Vrouwen. De serie ging op 16 december 2012 in première bij RTL 4. De laatste aflevering van het laatste seizoen, seizoen 4, werd uitgezonden op 20 maart 2016.

## Verhaal
Makelaar Boudewijn is een charmante player met een makkelijke babbel en is populair bij de vrouwen. Als hij voor de zoveelste keer vreemdgaat, wijst zijn vrouw Sophie hem de deur. Zij blijft met hun twee kinderen, Bas en Bart, in hun huis wonen. Daarnaast is er Joris. Joris heeft al sinds de middelbare school een relatie met Joyce. Maar een kindje krijgen lukt niet, ondanks vele IVF-pogingen. Door die hormoonbehandelingen is Joyce veranderd en wil Joris niet verder met haar. En dan heb je ook nog David. Een gezellige, kleine, enthousiaste knuffelbeer. Zijn vrouw Tamar en hij gaan echter scheiden, want Tamar is teleurgesteld in David. De kinderen, Naomi en Sam, blijven bij Tamar wonen.
De drie mannen besluiten met z'n drieën in een luxe villa te gaan wonen, waaruit een hechte vriendschap ontstaat. De serie draait ook om de individuele scheidingen, de drie vrouwen, de emoties, de ruzies, de kinderen, het geld en de rest van wat er bij een scheiding komt kijken. Ook mannenvriendschap staat centraal. Mannen die aan een half woord genoeg hebben om elkaar te begrijpen, die elkaar de ruimte geven, maar die elkaar als het nodig is ook grondig de waarheid vertellen.

## Seizoensoverzicht
Hieronder een overzicht van de seizoenen. Vanaf het tweede seizoen kon het voorkomen dat de laatste paar afleveringen van het seizoen een half uur later werd uitgezonden dan de oorspronkelijk uitzendtijden.
| Seizoen | Uitzendtijden        | Aantal afleveringen | Start seizoen    | Start seizoen | Einde seizoen | Einde seizoen | Gemiddelde kijkcijfers |
| Seizoen | Uitzendtijden        | Aantal afleveringen | Datum            | Kijkcijfers   | Datum         | Kijkcijfers   | Gemiddelde kijkcijfers |
| ------- | -------------------- | ------------------- | ---------------- | ------------- | ------------- | ------------- | ---------------------- |
| 1       | Zondag 21:30 – 22:30 | 13                  | 16 december 2012 | 1.927.000     | 10 maart 2013 | 2.134.000     | 1.842.846              |
| 2       | Zondag 21:00 – 22:00 | 12                  | 16 maart 2014    | 2.250.000     | 1 juni 2014   | 2.024.000     | 1.948.917              |
| 3       | Zondag 21:00 – 22:00 | 12                  | 4 januari 2015   | 1.890.000     | 22 maart 2015 | 2.090.000     | 1.967.500              |
| 4       | Zondag 21:00 – 22:00 | 12                  | 3 januari 2016   | 1.988.000     | 20 maart 2016 | 2.408.000     | 2.003.250              |

## Rolverdeling per seizoen
Legenda
 = Hoofdrol
 = Bijrol
 = Geen rol
| Jeroen Spitzenberger    | Boudewijn Schaeffer  | 13 | 12 | 12 | 12 | 49 |
| Dirk Zeelenberg         | David Mändelbaum     | 13 | 12 | 12 | 12 | 49 |
| Waldemar Torenstra      | Joris Hulskamp       | 13 | 12 | 12 | 12 | 49 |
| Carly Wijs              | Tamar Mändelbaum     | 13 | 12 | 10 | 11 | 46 |
| Katja Herbers           | Joyce Waanders       | 12 | 11 | 11 | 10 | 44 |
| Chantal Janzen          | Sophie Schaeffer-Bax | 12 | 10 | 10 | 11 | 43 |
| Maurits de Kroon        | Bart Schaeffer       | 12 | 8  | 10 | 9  | 39 |
| Jibbe Buitenhuis        | Bas Schaeffer        | 11 | 8  | 10 | 9  | 38 |
| Naomi van Es            | Naomi Mändelbaum     | 10 | 9  | 7  | 8  | 34 |
| Trudy de Jong           | Hetty Hulskamp       | 10 | 10 | 7  | 5  | 32 |
| Kaan Bozkurt            | Sam Mändelbaum       | 9  | 5  | 4  | 5  | 23 |
| Verschillende kinderen  | Marie Hulskamp       |    | 1  | 11 | 8  | 20 |
| Verschillende kinderen  | Jan Hulskamp         |    | 1  | 11 | 7  | 19 |
| Maartje van de Wetering | Gill Visser          | 3  | 4  | 6  | 5  | 18 |
| Fedja van Huêt          | Pieter Schaeffer     |    | 5  | 8  | 5  | 18 |
| Linda de Mol            | Desiree Severijn     | 9  | 8  |    |    | 17 |
| Fabienne Meershoek      | Els Zwendel          | 4  | 3  | 8  |    | 15 |
| Karina Smulders         | Bibi Verweij         |    |    |    | 10 | 10 |
| Sandra Mattie           | Sally Koopman        |    |    |    | 10 | 10 |
| Elisa Beuger            | Simone Duijvenaar    |    | 7  |    |    | 7  |
| Kasper van Kooten       | Wouter               | 2  | 1  | 4  |    | 7  |
| Tibor Lukács            | Jorgos Kafes         |    |    | 3  | 4  | 7  |
| Joop Keesmaat           | Aart Bax             | 5  |    |    |    | 5  |
| Harriët Stroet          | Ingrid               | 2  |    | 3  |    | 5  |
| Katja Schuurman         | Leona Heijdekoper    | 4  | 1  |    |    | 5  |
| Truus te Selle          | Jet Schaeffer        |    | 1  | 2  | 1  | 4  |
| Theo de Groot           | Theo de Ridder       |    |    | 4  |    | 4  |

## Productie

### Ontwikkeling
De Mol kreeg het idee voor de serie tijdens de laatste draaidagen van Gooische Vrouwen, toen er opnamen werden gemaakt in een tijdelijk gehuurde villa waar op dat moment drie gescheiden mannen woonden. Ten behoeve van de ontwikkeling van Divorce sprak De Mol met zowel gescheiden als getrouwde mannen. De serie was aanvankelijk bedoeld voor Nederland 3 en er kon door een ontwikkelingsbudget van hen een pilotaflevering worden geschoten. Will Koopman werd aangetrokken als regisseuse. Uiteindelijk werd de serie niet door de Publieke Omroep, maar door RTL 4 gekocht.
Nadat Nederland 3 de productie niet wilde hebben, was het de bedoeling om er een spin-off van Gooische Vrouwen van te maken. Verscheidene Gooische Vrouwen-acteurs werden benaderd voor een rol in de serie, onder wie Peter Paul Muller als Martin Morero. De schrijvers besloten niettemin om van het idee van een spin-off af te stappen, maar aangezien Talpa en Muller enthousiast waren over het personage Martin besloten ze hem zijn eigen show Villa Morero te geven. Voor Divorce werden drie nieuwe personages ontwikkeld die alle drie gebaseerd zijn op een personage uit Gooische Vrouwen.
De opnamen van het eerste seizoen van Divorce vonden plaats van april tot en met september 2012. Nog voordat de tweede aflevering was uitgezonden werden de zes hoofdrolspelers al gepolst voor een tweede seizoen. Op 17 februari 2013 werd de komst van een tweede seizoen bevestigd. De opnames vonden plaats van juni tot en met december 2013. Nog voordat het tweede seizoen was uitgezonden bestelde RTL een derde seizoen, waarvan de opnames in april 2014 begonnen. Op 20 maart 2015 werd door acteurs Zeelenberg en Wijs de komst van een vierde seizoen bekendgemaakt. De opnames begonnen in april 2015. Seizoen 4 begon in januari 2016. Ondanks de groeiende kijkcijfers (met een kijkersgemiddelde van 2 miljoen voor het vierde seizoen) werd er besloten geen nieuw seizoen te maken. Dit kwam omdat meerdere acteurs die hoofdpersonages vertolkten aangaven niet meer beschikbaar te zijn in verband met andere werkzaamheden.
Aanvankelijk wilden Linda de Mol en Will Koopman een Nederlandse titel voor de serie, maar ze konden geen goede vinden. Ze lieten zelfs alle medewerkers van Talpa een leuke titel te bedenken en er werd over alle 300 titels vergaderd. Uiteindelijk lieten ze het toch bij Divorce.

### Crew
Het eerste seizoen stond onder leiding van Will Koopman die zeven van de dertien afleveringen regisseerde. Vincent Schuurman deed de overige zes. Vanaf het tweede seizoen nam Schuurman de leiding over en regisseerde zelf grotendeels van het seizoen. In het derde seizoen kreeg Schuurman hulp van Adriënne Wurpel die de regie voor drie afleveringen op zich nam. Voor het derde seizoen keerde Koopman terug als regisseur voor twee afleveringen en twee samen met Schuurman. Idse Grotenhuis tekende voor het derde seizoen voor vier afleveringen.
De serie werd bedacht en ontwikkeld door Linda de Mol en Koopman. De eerste aflevering werd dan ook geschreven voor De Mol zelf samen met Dag Neijzen en Lex Wertwijn. Neijzen bleef daarna nog voor twee afleveringen co-schrijver en was daarna nog actief als script editor. De rest van de afleveringen zijn geschreven door Haye van der Heyden en Jacqueline Epskamp.

## Internationaal

### Duitsland
De serie is verkocht aan Duitsland en wordt daar sinds 15 januari 2015 onder de naam Männer! – Alles auf Anfang uitgezonden. De hoofdrollen zijn voor Hans-Jochen Wagner, Christoph Letkowski, Andreas Pietschmann, Katharina Müller-Elmau,  Luise Bähr en Eva-Maria Grein von Friedl.

### Hongarije
De serie is ook verkocht aan Hongarije. Daar wordt de serie uitgezonden onder de naam Válótársak door RTL KLUB. De eerste aflevering werd uitgezonden op 19 november 2015. Er zijn inmiddels drie seizoenen gemaakt.

## Trivia
- Tijdens de vijfde aflevering van seizoen 3, komt een enveloppe in beeld met het adres van David erop. Hier wordt zijn achternaam gespeld als Mändelbaum, in plaats van Mendelbaum.